# Kingshighway
Kingshighway es una película de género criminal del director Clayne Crawford. Los guionistas fueron Daniel Bishop y Franco Bongiovanni. Su fecha de estreno fue en 2010.

## Elenco
- Clayne Crawford como Billy Jones.
- Lina Esco como Lena Capriolini.
- Burt Young como Mario Capriolini.
- Edward Furlong como Dino Scarfino.
- Roma Maffia como Rosa.
- Waylon Payne como Sean.
- Eric Roberts como Frank Monviano.
- Candice Accola como Sophia.
- Paul Vásquez como Zipper.
- Zach Callison como Dominic.
- Erik A. Williams como Salonero.